# 2003 nos jogos eletrônicos
Os principais eventos na industria dos jogos eletrônicos ocorridos em 2003.

## Eventos
- 27 de Fevereiro — A Academy of Interactive Arts & Sciences hospeda a 6ª premiação anual Interactive Achievement Awards; elegendo Yu Suzuki da Sega para o Hall da Fama.
- 6 à 9 de Março — A Game Developers Conference hospeda o 3º prêmio anual Game Developers Choice Awards e o 5º prêmio anual Independent Games Festival (IGF)da Gama Network.
- 14 à 16 de Maio - Acontece a 9ª edição da Electronic Entertainment Expo (E3) realizada no Los Angeles Convention Center.
- 16 de Julho — Interactive Digital Software Association (IDSA) é renomeada como Entertainment Software Association (ESA).
- 12 de Setembro — A empresa americana Valve lança a primeira versão estável do software Steam.[1]
- 31 de Outubro — A British Academy of Film and Television Arts anuncia que as nomeações do 6º prêmio anual BAFTA Interactive Entertainment Awards serão dividas entre o 1º prêmio anual BAFTA Games Awards para publicações de vídeo game e o BAFTA Interactive Awards para tecnologias multimídias.

### Hardware
- 14 de Fevereiro — Nintendo lança o Game Boy Advance SP, uma versão melhorada do console portátil Game Boy Advance.[2]
- Agosto — Microsoft anuncia a fabricante ATI como a desenvolvedora da GPU para seu console de próxima geração, o Project Xenon.
- Setembro
  - O NES e SNES tem oficialmente suas produções paradas em todo o mundo.
  - Nokia lança o hibrido console portátil / telefone celular N-Gage.
  - Primeiro protótipo do PlayStation Portable mostrado pela Sony.
  - Nintendo afirma que seu console da próxima geração será totalmente compatível com o GameCube.

### Negócios
- 19 de Fevereiro — Microsoft anuncia o acordo da compra da empresa Connectix Corporation.[3]
- Take-Two Interactive compra a TDK Mediactive, Inc.
- Infogrames, Inc., uma subsidiaria da Infogrames Entertainment SA renomeia a si mesmo como Atari.
- 1 de Abril — As empresas Enix Corporation e Square Co., Ltd. fundem-se oficialmente, formando a Square Enix[4]
- Abril — O sistema de classificação de conteúdo de jogos eletrônicos europeu Pan European Game Information (PEGI) entra em uso.[5]
- Maio — A companhia The 3DO Company anuncia sua falência e fecha sua subsidiaria New World Computing.[6]
- 12 de Junho — A desenvolvedora americana Obsidian Entertainment é fundada.[carece de fontes?]
- 25 de Junho — A desenvolvedora japonesa Data East declara falência.
- Dezembro — Interplay fecha sua divisão Black Isle Studios.

## Jogos lançados
| Data           | Jogo                               | Plataforma        |
| -------------- | ---------------------------------- | ----------------- |
| 25 de janeiro  | Devil May Cry 2                    | PS2               |
| 13 de março    | Kirby Air Ride (Japão)             | GCN               |
| 25 de março    | Dynasty Warriors 4                 | PS2               |
| 8 de abril     | Midnight Club II                   | PS2, Windows      |
| 12 de maio     | Finding Nemo                       | PS2,Xbox,GCN,GBA  |
| 20 de junho    | Tomb Raider: The Angel of Darkness | PS2               |
| 5 de agosto    | Silent Hill 3                      | PS2               |
| 18 de novembro | Final Fantasy X-2                  | PS2               |
| 30 de dezembro | Sonic Heroes                       | PS2,GCN, Xbox, PC |